# Dušan Jaroslav Kardoss
Praporčík in memoriam Dušan Jaroslav Kardoss (též slovensky Kardoš, 8. srpna 1897 Dolný Kubín – 8. listopadu 1916 u Vitoniže, Halič) byl slovenský voják, během první světové války voják rakousko-uherské armády, posléze československý legionář v Rusku. Byl patrně prvním Slovákem padlým v boji proti vojskům Spolkových mocností během celé války.

## Život

### Mládí
Narodil se v Dolném Kubíně v severní části tehdejších Horních Uher (pozdější Slovensko) v rodině Alexandra Kardosse. Oba rodiče byli slovenští vlastenci, kteří ve svých dětech posilovali národnostní cítění. Po maturitě na reálce v Kroměříži roku 1914 odešel do Prahy studovat na ČVUT.

### První světová válka
Nedlouho po rozpoutání první světové války byl v listopadu 1914 v Praze zatčen pro své projevy slovenské příslušnosti a odmítání války a následně roku 1915 odsouzen k ročnímu vězení. V listopadu roku 1915 pak nuceně narukoval ke 25. pěšímu pluku v Lučenci, který byl odeslán do Haliče na východní frontu. Z přetrvávajícího odporu v boji proti Rusům jakožto národnostně spřízněným Slovanům v dubnu 1916 dobrovolně přeběhl do ruského zajetí. Při pobytu v Rusku se přihlásil do nově vznikajících dobrovolnických jednotek Čechů a Slováků v ruské carské armádě. Byl zařazen do nově vzniklého 1. střeleckého pluku Mistra Jana Husa, kde přispěl k vytvoření první organizované skupiny slovenských vojáků v rámci jednotky. Záhy dosáhl poddůstojnické hodnosti a začal působit jako rozvědčík průzkumné patrolové čety, se kterou podnikl několik úspěšných průzkumných operací proti vojskům Spolkových mocností. 

### Úmrtí
8. listopadu 1916 se dobrovolně přihlásil ke splnění nočního průzkumného frontového úkolu poblíž řeky Stochidu na západní Ukrajině pod velením českého důstojníka a pozdějšího generála Českoslovenké armády Karla Kutlvašra. Téhož dne Kardoss zahynul v boji ve věku 19 let. Pohřben byl ve vsi Tripten v blízkosti bojiště, nedaleko města Luck.

### Po smrti
Posmrtně byl za chrabrost v boji vyznamenán ruským velkokřížem Řádu sv. Jiří a povýšen do hodnosti praporčíka. Roku 1927 byla na jeho rodném domě v Dolném Kubíně odhalena pamětní deska s Kardossovou plastickou podobiznou. Téhož roku vydal jeho někdejší spolubojovník Ferdinand Čatloš vzpomínkovou knihu pojednávající o jeho osudech. Rodný dům v Dolném Kubíně byl v 60. letech 20. století stržen a pamětní deska byla přenesena.